# Sneschana Russewa-Hoyer
Pour les articles homonymes, voir Hoyer.
Sneschana Russewa-Hoyer est une artiste allemande. 
Elle et son mari Heinz Hoyer ont réalisé le motif de l'aigle sur les faces nationales des pièces de 1 et 2 euros de l'Allemagne. 